# Шило (Іллінойс)
Шило (англ. Shiloh) — селище (англ. village) в США, в окрузі Сент-Клер штату Іллінойс. Населення — 14 098 осіб (2020).

## Географія
Шило розташоване за координатами 38°33′7″ пн. ш. 89°54′55″ зх. д. / 38.55194° пн. ш. 89.91528° зх. д. (38.551949, -89.915384).  За даними Бюро перепису населення США в 2010 році селище мало площу 28,37 км², з яких 28,14 км² — суходіл та 0,23 км² — водойми.

## Демографія
Згідно з переписом 2010 року, у селищі мешкала 12 651 особа в 4713 домогосподарствах у складі 3396 родин. Густота населення становила 446 осіб/км².  Було 5099 помешкань (180/км²).
Расовий склад населення:
| - 70,9 % — білих - 21,8 % — чорних або афроамериканців - 3,0 % — азіатів - 0,2 % — вихідців з тихоокеанських островів - 0,2 % — корінних американців |

До двох чи більше рас належало 3,3 %. Частка іспаномовних становила 3,2 % від усіх жителів.
За віковим діапазоном населення розподілялося таким чином: 26,6 % — особи молодші 18 років, 65,4 % — особи у віці 18—64 років, 8,0 % — особи у віці 65 років та старші. Медіана віку мешканця становила 35,4 року. На 100 осіб жіночої статі у селищі припадало 95,3 чоловіків;  на 100 жінок у віці від 18 років та старших — 93,3 чоловіків також старших 18 років.
Середній дохід на одне домашнє господарство  становив 102 519 доларів США (медіана — 80 383), а середній дохід на одну сім'ю — 125 727 доларів (медіана — 109 506). За межею бідності перебувало 2,9 % осіб, у тому числі 2,1 % дітей у віці до 18 років та 4,7 % осіб у віці 65 років та старших.
Цивільне працевлаштоване населення становило 6341 осіб. Основні галузі зайнятості: освіта, охорона здоров'я та соціальна допомога — 19,8 %, науковці, спеціалісти, менеджери — 15,0 %, публічна адміністрація — 13,6 %.